# Gaetano Donizetti
Gaetano Donizetti, född 29 november 1797 i Bergamo, död 8 april 1848 i Bergamo, var en italiensk tonsättare.

## Biografi
Donizetti föddes som femte sonen till Andra Donizetti och Domenica Nava, och familjen var mycket fattig. Han fick ändå möjligheten att börja studera musik, och började 1806 i Mayrs musikskola. Han fick en för Italien ovanligt grundlig utbildning i musik, där han ägnade sig åt orkester- och kammarmusik, kantater och kyrkomusik men även sångkomposition.
Mellan 1815 och 1817 studerade han kontrapunkt hos Padre Mattei i Bologna. Efter uruppförandet av operan Zoraida di Granata fick impressarion Domenico Barbaja upp ögonen för honom och Donizetti ägnade sig huvudsakligen därefter åt opera.
Sitt stora internationella genombrott fick han med Anna Bolena 1830, och efter det befäste han sitt rykte än mer med Kärleksdrycken, Lucrezia Borgia och succén Lucia di Lammermoor, som bygger på en romanförlaga av sir Walter Scott. Efter många fiaskon och att censuren satte stopp för en del operor samt hustrun Virginias död blev, liksom Bellini och Rossini, Paris ett mål för honom. I den franska huvudstaden blev han snabbt framgångsrik bland annat med Regementets dotter och La Favorite. Berlioz talade snart om "ett rent invasionskrig" på grund av alla hans succéer.
Under 1840-talet förvärrades Donizettis hälsotillstånd. Han hade ändå några framgångar med Linda di Chamounix 1842 och Don Pasquale 1843. Hans tio sista år kännetecknades av förloppet av hans tilltagande syfilis. De sista åren tillbringade han på sanatorium och avled i Bergamo 1848. 
Sedan 2009 finns ett Donizettimuseum i hans villa i Bergamo.
Den mest kända arian från Lucia di Lammermoor är Il dolce suono, vansinnesarian, som har använts i filmen Det femte elementet, fast i något förändrad form.

## Utmärkelser
Asteroiden 9912 Donizetti är uppkallad efter honom.

## Verk

### Operor i Mayrs och Rossinis stil
- Il Pigmalione (1816; 13.10.1960 Teatro Donizetti, Bergamo)
- Olimpiade (Komponerad troligen 1817 i Bologna, partituret förlorat)
- L'ira di Achille (Komponerad troligen 1817 i Bologna, partituret försvunnet)
- Enrico di Borgogna (14.11.1818 Teatro San Luca, Venedig)
- Una follia (17.12.1818 Teatro San Luca, Venedig) (förlorad)
- Le nozze in villa (1821? Teatro Vecchio, Mantua)
- Piccioli virtuosi ambulanti (Komponerad 1819 i Bergamo, inledningen skriven av Donizetti resten okänt)
- Il falegname di Livonia, ossia Pietro il grande (26.12.1819 Teatro San Samuele, Venedig)
- Zoraida di Granata (28.1.1822 Teatro Argentino, Rom)
- La zingara (12.5.1822 Teatro Nuovo, Neapel)
- La lettera anonima (29.6.1822 Teatro del Fondo, Neapel)
- Chiara e Serafina, ossia I pirati (26.10.1822 Teatro alla Scala Milano)
- Aristea (30.05.1823 Teatro San Carlo, Neapel)
- Alfredo il grande (2.7.1823 Teatro San Carlo, Neapel)
- Il fortunato inganno (3.9.1823 Teatro Nuovo, Neapel)
- Zoraida di Granata [rev] (7.1.1824 Teatro Argentino, Rom)
- L'ajo nell'imbarazzo (4.2.1824 Teatro Valle, Rom)
- Emilia di Liverpool (28.7.1824 Teatro Nuovo, Neapel) (L'eremitaggio di Liverpool)
- Alahor in Granata (7.1.1826 Teatro Carolino, Palermo)
- Don Gregorio [rev av L'ajo nell'imbarazzo] (11.6.1826 Teatro Nuovo, Neapel)
- Il Castello degl'invalidi (1826, förlorad)
- Elvida (6.7.1826 Teatro San Carlo, Neapel)
- Gabriella di Vergy (1826; 29.11.1869 Teatro San Carlo, Neapel) (Gabriella)
- La bella prigioneira (skriven i Rom/Neapel 1826, troligen aldrig uppförd och försvunnen)
- Olivo e Pasquale (7.1.1827 Teatro Valle, Rom)
- Olivo e Pasquale [rev] (1.9.1827 Teatro Nuovo, Neapel)
- Otto mesi in due ore (13.5.1827 Teatro Nuovo, Neapel) (Gli esiliati in Siberia)
- Il borgomastro di Saardam (19.8.1827 Teatro del Fondo, Neapel)
- Le convenienze teatrali (21.11.1827 Teatro Nuovo, Neapel)

### Utvecklingsfas
- L'esule di Roma, ossia Il proscritto (1.1.1828 Teatro San Carlo, Neapel)
- Emilia di Liverpool [rev] (8.3.1828 Teatro Nuovo, Neapel)
- Alina, regina di Golconda (12.5.1828 Teatro Carlo Felice, Genua)
- Gianni di Calais (2.8.1828 Teatro del Fondo, Neapel)
- Il giovedì grasso o Il nouvo Pourceaugnac (uppförd troligen hösten 1828 eller 26.02.1829, Teatro del Fondo, Neapel)
- Il paria (12.1.1829 Teatro San Carlo, Neapel)
- Elisabetta al castello di Kenilworth (6.7.1829 Teatro San Carlo, Neapel)
- Alina, regina di Golconda [rev] (10.10.1829 Teatro Valle, Rom)
- I pazzi per progetto (6.2.1830 Teatro San Carlo, Neapel)
- Il diluvio universale (28.2.1830 Teatro San Carlo, Neapel)
- Imelda de' Lambertazzi (5.9.1830 Teatro San Carlo, Neapel)

### Mittfas Bellinis influens
- Anna Bolena (26.12.1830 Teatro Carcano, Milano)
- Le convenienze ed inconvenienze teatrali [rev of Le convenienze teatrali] (20.4.1831 Teatro Canobbiana, Milano)
- Gianni di Parigi (1831; 10.9.1839 Teatro alla Scala Milano)
- Francesca di Foix (30.5.1831 Teatro San Carlo, Neapel)
- La romanziera e l'uomo nero (18.6.1831 Teatro del Fondo, Neapel) (Librettot förlorat)
- Fausta (12.1.1832 Teatro San Carlo, Neapel)
- Ugo, conte di Parigi (13.3.1832 Teatro alla Scala Milano)
- Kärleksdrycken (L'elisir d'amore) (12.5.1832 Teatro Canobbiana, Milano)
- Sancia di Castiglia (4.11.1832 Teatro San Carlo, Neapel)
- Il furioso all'isola di San Domingo (2.1.1833 Teatro Valle, Rom)
- Otto mesi in due ore [rev] (1833, Livorno)
- Parisina d'Este (17.3.1833 Teatro della Pergola, Florens)
- Torquato Tasso (9.9.1833 Teatro Valle, Rom)
- Lucrezia Borgia (26.12.1833 Teatro alla Scala Milano)
- Il diluvio universale [rev] (17.1.1834 Teatro Carlo Felice, Genua)
- Rosmonda d'Inghilterra (27.2.1834 Teatro della Pergola, Florens)
- Maria Stuarda [rev] (18.10.1834 Teatro San Carlo, Neapel) (Buondelmonte)
- Gemma di Vergy (26.10.1834 Teatro alla Scala Milano)
- Maria Stuarda (30.12.1835 Teatro alla Scala Milano)
- Marino Faliero (12.3.1835 Théâtre-Italien, Paris)
- Lucia di Lammermoor (26.9.1835 Teatro San Carlo, Neapel)

### Sena fasen
- Belisario (4.2.1836 Teatro La Fenice, Venedig)
- Il campanello di notte (1.6.1836 Teatro Nuovo, Neapel)
- Betly, ossia La capanna svizzera (21.8.1836 Teatro Nuovo, Neapel)
- L'assedio di Calais (19.11.1836 Teatro San Carlo, Neapel)
- Pia de' Tolomei (18.2.1837 Teatro Apollo, Venedig)
- Pia de' Tolomei [rev] (31.7.1837, Sinigaglia)
- Betly [rev] ((?) 29.9.1837 Teatro del Fondo, Neapel)
- Roberto Devereux (28.10.1837 Teatro San Carlo, Neapel)

### Sena fasen II
- Maria de Rudenz (30.1.1838 Teatro La Fenice, Venedig)
- Gabriella di Vergy [rev] (1838; 8.1978 recording, London)
- Poliuto (1838; 30.11.1848 Teatro San Carlo, Neapel)
- Pia de' Tolomei [rev 2] (30.9.1838 Teatro San Carlo, Neapel)
- Lucie de Lammermoor [rev av Lucia di Lammermoor] (6.8.1839 Théâtre de la Rennaisance, Paris)
- Le duc d'Albe (1839; 22.3.1882 Teatro Apollo, Rom) (Il duca d'Alba)
- Lucrezia Borgia [rev] (11.1.1840 Teatro alla Scala Milano)
- Poliuto [rev] (10.4.1840 Opéra, Paris) (Les martyrs)
- Regementets dotter (La fille du régiment) (11.2.1840 Opéra-Comique, Paris)
- L'ange de Nisida (1839; ?)
- Les martyrs [rev av Poliuto] (10.4.1840 Opéra, Paris)
- Lucrezia Borgia [rev 2] (31.10.1840 Théâtre-Italien, Paris)
- Leonora alt. La Favorite [rev of L'ange de Nisida] (2.12.1840 Opéra, Paris)
- Adelia (11.2.1841 Teatro Apollo, Rom)
- Rita, ou Le mari battu (1841; 7.5.1860 Opéra-Comique, Paris) (Deux hommes et une femme)
- Maria Padilla (26.12.1841 Teatro alla Scala Milano)
- Linda di Chamounix (19.5.1842 Kärntnertor-theater, Wien)
- Linda di Chamounix [rev] (17.11.1842 Théâtre-Italien, Paris)
- Caterina Cornaro (18.1.1844 Teatro San Carlo, Neapel)
- Don Pasquale (3.1.1843 Théâtre-Italien, Paris)
- Ne m'oubliez pas (Skriven 1843, aldrig uppförd)
- Maria di Rohan (5.6.1843 Kärntnertortheater, Wien)
- Dom Sébastien (13.11.1843 Opéra, Paris)
- Dom Sébastien [rev] (6.2.1845 Kärntnertortheater, Wien)

### Postumt uppförda operor
- Élisabeth ou la fille de l'exilé  (1853, Paris)
- Elisabetta (16.12.1997 Royal Festival Hall, London)

### Andra verk
- Solokantater
- Talrika andliga verk
- Stort antal sånger
- Orkesterverk, bland andra tema och varitioner för engelskt horn och orkester
- Kammarmusik (bland annat 18 stråkkvartetter)

## Filmer innehållande Donizetti-musik (urval)
- 1933 – Madame Bovary
- 1941 – Andy Hardys privatsekreterare
- 1949 – Madame Bovary
- 1962 – Mamma Roma
- 1983 – Två killar och en tjej
- 1990 – Ebba och Didrik (TV-serie)
- 1997 – Det femte elementet
- 1999 – En midsommarnattsdröm
- 1999 – Man on the Moon
- 2005 – Match Point

### Fotnoter
1. ↑  Dizionario Biografico degli Italiani, 1960, Dizionario Biografico degli Italiani: gaetano-donizetti, läs online.[källa från Wikidata]
2. ↑  Donizetti-museet i Bergamo på donizetti.org (engelska)
3. ↑  ”Minor Planet Center 9912 Donizetti” (på engelska). Minor Planet Center. https://www.minorplanetcenter.net/db_search/show_object?object_id=9912. Läst 9 juni 2023.